# 河原浜町
河原浜町（かわらはままち）は、群馬県前橋市の地名。旧勢多郡大胡町大字河原浜にあたる地名である。郵便番号は371-0224。面積は2.02km2(2013年現在)。

## 地理
赤城山の南麓、荒砥川左岸に位置している。

### 河川
- 荒砥川

## 歴史
江戸時代ごろからある地名である。はじめは大胡藩領、元和3年に前橋藩領、天保14年幕府領を経て旗本小笠原氏領と武蔵岩槻藩領となる。牧野氏が入城した大胡城および城下武家地に村内の一部が充てられていた。しかし、寛永年間に松平氏が城代を廃し、武家屋敷も取り払われた。

### 年表
- 1889年 市町村制が施行され、1町7村が合併し、群馬県南勢多郡大胡村大字河原浜となる。
- 1896年 郡統合（東群馬郡と南勢多郡の統合）により勢多郡に所属し勢多郡大胡村大字河原浜となる。
- 1899年 大胡村が町制施行し大胡町が成立し勢多郡大胡町大字河原浜となる。
- 2004年 平成の大合併で大胡町は、宮城村、粕川村とともに、前橋市に合併し、群馬県前橋市河原浜町となる。

## 世帯数と人口
2017年（平成29年）8月31日現在の世帯数と人口は以下の通りである。
| 町丁     | 世帯数  | 人口    |
| -------- | ------- | ------- |
| 河原浜町 | 542世帯 | 1,453人 |

## 小・中学校の学区
市立小・中学校に通う場合、学区は以下の通りとなる。
| 番地 | 小学校               | 中学校             |
| ---- | -------------------- | ------------------ |
| 全域 | 前橋市立大胡東小学校 | 前橋市立大胡中学校 |

## 交通

### 鉄道
近隣の茂木町に上毛電気鉄道上毛線大胡駅があるが、町内に鉄道駅はない。

### バス
赤城タクシーが運行を行っているデマンドバス方式のふるさとバスがある。

### 道路
県道の群馬県道333号上神梅大胡線と群馬県道16号大胡赤城線が通過。

## 施設

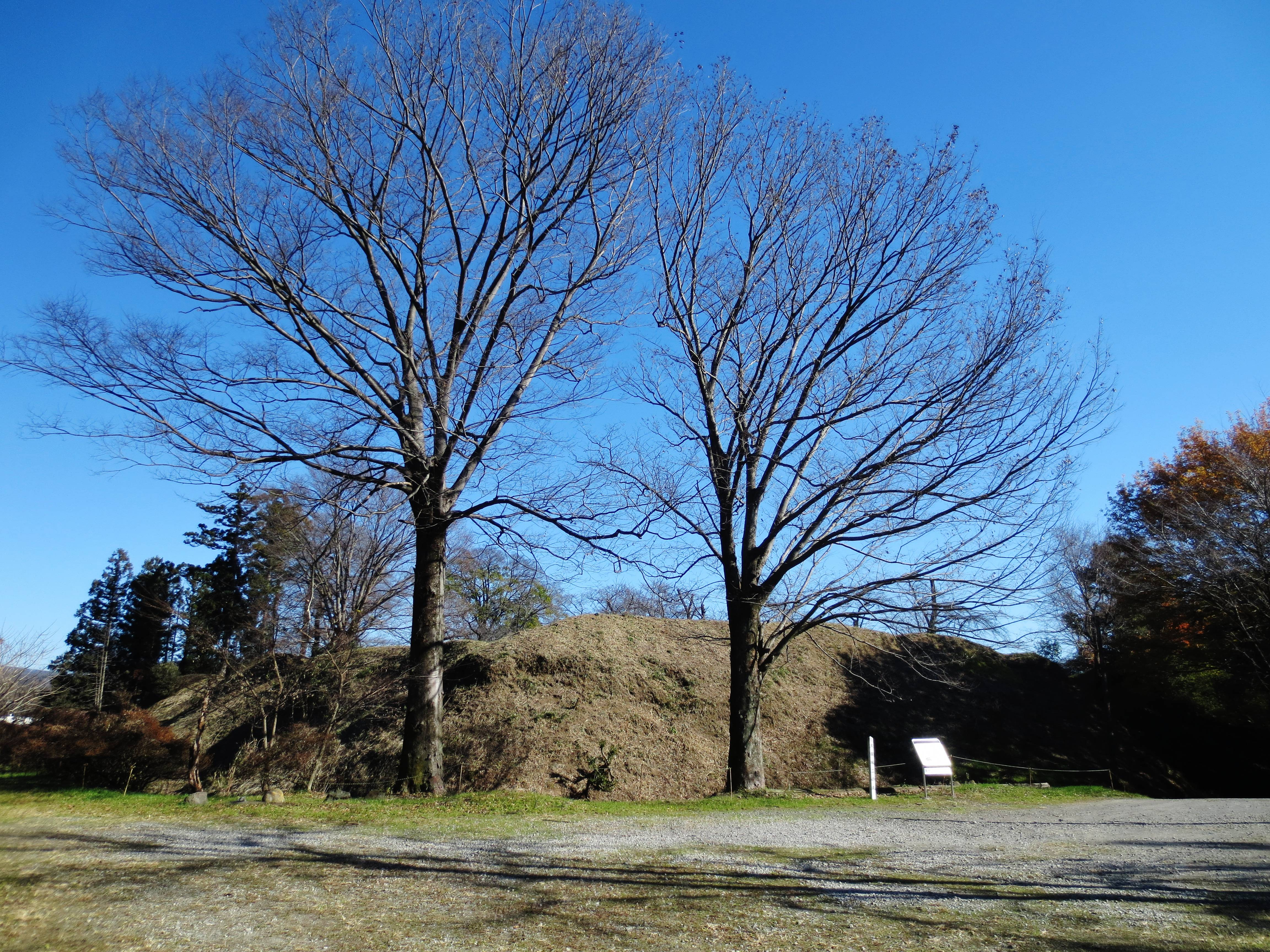
大胡城跡

- 前橋市立大胡東小学校
- 前橋市大胡体育館
- 大胡神社
- 大胡城跡

## 避難所
当町が避難対象区域となった場合、町内にある前橋市立大胡東小学校に避難する。
指定緊急避難場所
- 大胡体育館